# 大眼後鰭魚
大眼後鰭魚為輻鰭魚綱鲱形目鋸腹鰳科的其中一種，分布於中東太平洋的巴拿馬海域，體長可達18公分，棲息在沿岸海域，可做為食用魚。

## 擴展閱讀
維基物種上的相關：大眼後鰭魚